# Andrzej Jastrzębiec
Andrzej herbu Jastrzębiec, Andrzej z Krakowa, Andrzej Polak, Andrzej Wasiło (zm. 14 listopada 1398 w Wilnie) – polski franciszkanin, biskup serecki, pierwszy biskup wileński, dyplomata, spowiednik królowej Elżbiety Łokietkówny.

## Życiorys
Wstąpił do zakonu franciszkanów w Krakowie. W 1354 był kaznodzieją na Mazowszu, później misjonarzem na Litwie. Przybył na dwór węgierski Elżbiety Łokietkówny. Rozpoczął wraz z franciszkanami akcję misyjną w Mołdawii, której plonem było utworzenie 31 lipca 1370 biskupstwa w Serecie, którego został 9 maja 1371 pierwszym duszpasterzem. Od 1372 objął pieczę nad archidiecezją halicką. W latach 1376–1386 był biskupem pomocniczym w archidiecezji gnieźnieńskiej. W 1388 dokonał chrztu Litwy i w 1388 lub 1390 roku został pierwszym biskupem nowo utworzonej diecezji wileńskiej. 
Założyciel klasztoru franciszkanów w Lidzie.